# Amalfi
Amalfi kisváros (közigazgatásilag comune) Olaszország Campania régiójában, Salerno megyében. A város a Amalfi-Cava de’ Tirreni főegyházmegye érseki székvárosa.
A várost valószínűleg Nagy Konstantin császár katonái alapították, 320-ban. A középkorban az Amalfi Köztársaság fővárosa volt és egyben az egyik legfontosabb földközi-tengeri kikötő, Salerno vetélytársa. A nagy hajózási tapasztalatnak köszönhetően az amalfiak megalkották a Tabula Amalphitanát, a világ első hajózási törvénykönyvét, amellyel a rivális tengeri hatalmak elismerését is kivívták. Kereskedői raktárakat tartottak fenn Alexandriában, Antiokheiában és Jeruzsálemben, az utóbbi helyen 1048-ban általuk alapított Szent János-kórházból eredeztetik a johanniták rendjét.
A papírgyártó műhelyeiről és limoncellójáról világszerte híres település ma az Olaszországba látogató turisták egyik kedvenc célpontja. Itt született Flavio Gioia, a mágnestű (iránytű) európai feltalálója is. Természeti szépségei és gazdag történelmi, kulturális öröksége miatt a környező településekkel együtt 1997 óta az UNESCO világörökségének része.

## Földrajza

### Fekvése
Amalfi városa a Sorrentói-félsziget délkeleti részén fekszik a Salernói-öböl partján, a Monte Cerreto (1315 m) lábánál, Salerno városától nyugatra. A település meredek sziklafalak közé, a Canneto (régi nevén Chiarito) patak által létrehozott völgybe települt, amely a Lattari-hegység mészkővonulatának déli lejtőiről ered. Tengerpartját a hegyvidékről lehordott törmelékes kőzetek és a tenger mozgásai következtében lerakott üledékek alkotják. Partja mentén a tenger hirtelen, 400 m-ig mélyül. Alacsony fekvése miatt (átlagmagassága 6 m a tengerszint felett) többször is szökőár áldozatává vált.
A Canneto völgyén felfelé haladva található a Valle delle Ferriere Természeti Rezervátum, amely a Woodwardia radicans harmadkori „élő kövület” egyetlen élőhelye.

### Éghajlata
Tipikus mediterrán éghajlata van: enyhe telekkel és forró nyarakkal. A legtöbb csapadék november-decemberben, valamint március-áprilisban hullik.
| Hónap                   | Jan | Feb | Már | Ápr | Máj | Jún | Júl | Aug | Sze | Okt | Nov | Dec |
| ----------------------- | --- | --- | --- | --- | --- | --- | --- | --- | --- | --- | --- | --- |
| Átl max °C              | 20  | 24  | 20  | 26  | 28  | 34  | 35  | 34  | 30  | 29  | 24  | 20  |
| Átl min °C              | 2   | 2   | 5   | 7   | 13  | 15  | 20  | 21  | 16  | 10  | 10  | 8   |
| Forrás: Italian Tourism |     |     |     |     |     |     |     |     |     |     |     |     |

## Történelme

A mai Olaszország államalakulatai 1000-ben

### A város alapítása
Az első telepesek az Amalfi-part vidékén római nemesek voltak, akik a csodálatos természeti környezettől elragadtatva, a part szurdokaiban, völgyeiben építtették fel villájukat. A legrégebbi leletek a Kr. e. 1. századból származnak mind Amalfi, mind a környékbeli Maiori, Minori, Positano és Tramonti területéről.
A legendák szerint a város Héraklész egyik szerelme, egy Amalphi nevű nimfa után kapta a nevét, akit ezen a vidéken temettek el.
A történészek véleménye szerint a várost valószínűleg 320-ban alapították Nagy Konstantin császár katonái, akik miután elűzték őket az Adriai-tenger partvidékéről (Brundisium környéke), az egykori Lucania területén megalapították Melphe városát, majd miután onnan is menekülni kényszerültek, a Sorrentói-félsziget déli oldalának egyik szurdokvölgyében megalapították Amalphi városát. A város nevének jelentése Melphéből érkezettek. Termőföldek hiányában az amalfiak kizárólag a tengeri kereskedelemből tartották fenn magukat. Az első hivatalos feljegyzés I. Gergely pápa egyik 596-ban kelt leveléből származik, amelyben a város kereskedelmi kapcsolatairól tesz említést.
A 6. századtól kezdődően a város ugyan Ravenna exarchájának irányítása alatt állt, mégis magas fokú autonómiának örvendett a Bizánci Birodalom keretein belül.

### Az Amalfi Köztársaság korszaka
Amalfi életében fordulópontot jelentett a 838-as év, amikor a Beneventói Hercegségből érkező longobárdok elfoglalták. Egy évvel később a helyieknek sikerült elűzniük a betolakodókat és Atranival közösen saját elöljárót, úgynevezett praefectust választottak. A névlegesen még mindig Konstantinápolytól függő Amalfi fokozatosan építette ki birodalmát a Földközi-tengeren. 846-ban hajókat küldött Róma védelmére, 849-ben pedig a nápolyi és gaetai flottákkal egyesülve sikerült legyőznie az arabokat Ostiánál. Amalfi volt az első a négy tengeri köztársaság közül Genova, Pisa és Velence mellett.
Hajóik különlegessége az ókorból öröklődött: csak egy árbocrudat használtak, ami a könnyű hajótesttel párosulva gyorssá és verhetetlenné tette őket. Az amalfi hajók építése csak 1200 körül változott meg, amikor a megnagyobbodott hajótest miatt további árbocokkal szerelték fel őket.
Konstantinápoly fokozatosan elismerte a város függetlenségét, amelynek kereskedőit a császári nemes cím illette meg. Mindez hozzájárult a nagyhatalmú és befolyásos patríciusdinasztiák létrejöttéhez. Az első uralkodó herceg (dózse), I. Sergius vezetésével 958-ban megalakult a független Amalfi Hercegség vagy más néven Amalfi Köztársaság (Ducatum Amalfitanum). A köztársaság parányi területe magába foglalta az összes tengerparti várost Cetarától Positanóig, valamint a Lattari-hegység néhány települését is: Tramonti, Lettere, Pimonte.
A Földközi-tenger fontosabb fővárosaiban, mint Córdoba, Antiokheia, Kairó, Konstantinápoly vagy Durazzo az amalfi kereskedők támaszpontokat és raktárakat tartottak fenn. Kivívták maguknak a jogot, hogy pénzváltókat, szövet- és posztóraktárakat létesítsenek Konstantinápolyban, sőt saját negyedük is volt az Aranyszarv-öböl partján fekvő nagyvárosban.

A johanniták címere

Az Amalfiból származó hajósok, kereskedők és patríciusok a hazájuktól távol pihenőhelyeket, kórházakat alapítottak és tartottak fenn mind a maguk, mind hozzátartozóik ellátására. Többek között ők alapították a jeruzsálemi ispotályt is a Szent Sír közelében. A Szent Jánosról elnevezett, 1020-ban épült kórházat az egyházi-katonai hatalommal bíró Szent János Lovagrend (johanniták) az amalfiak jelentős anyagi hozzájárulásának köszönhetően volt képes fenntartani. A lovagrend címere (a kerektalpú pajzs vörös mezejében ezüst kereszt) is Amalfiból ered, ahol a kereskedő-hajósok zászlóján volt látható először.
A nagy hajózási tapasztalatnak köszönhetően az amalfiak megalkották a Tabula Amalphitanát, amely a világ első hajózási törvénykönyve volt, és amivel a rivális tengeri hatalmak elismerését is kivívták.
A tengeri köztársaság virágkorában, amikor Amalfi kiterjedt diplomáciai kapcsolatokat tartott fenn a Földközi-tenger vidékének különböző városaival és államalakulataival, saját pénzverdéje is volt. Amalfi pénzneme a tari vagy más néven tareno volt, amelynek elnevezése az arab dirham szóból ered. A fennmaradt és a város múzeumában őrzött érmék érdekessége, hogy latin és arab (pontosabban kufi) feliratokat egyaránt viselnek magukon.
1013-ban Amalfi városának központját és területének közel felét hatalmas szökőár pusztította el. A víz átszakította a kikötőt védő gátakat és romba döntötte a belváros lakóházait és a püspöki palotát. A lehorgonyzott hajókat a tenger hullámai a partra vetették. A kereskedelmi- és hadiflotta percek alatt megsemmisült.
A köztársaság hanyatlásának okát a történészek természeti és geopolitikai körülmények együttesével magyarázzák. Az 1013-as súlyos szökőár jelentősen meggyengítette haderejét, aminek következtében nem vett részt az első keresztes hadjáratokban és így kimaradt a Pisa, Genova és Velence által folytatott területszerzési versenyből. Velence nem nézte jó szemmel Amalfi terjeszkedését az Aranyszarv-öbölben, ezért 108-ban kereskedelmi szankciókat próbált életbe léptetni a köztársaság ellen. A Boszporuszon átmenő kereskedelem jogait azonban – a velencei erőfeszítések ellenére – sikerült megtartania.
A kicsiny köztársaságot 1034-ben a Capuai Hercegség, 1039-ben a Salernói Hercegség, 1073-ban pedig Robert Guiscard normann csapatai hódították meg. A város lakossága többször is sikertelenül lázadt fel a normannok ellen. Az utolsó dózsét 1100-ban űzték el. A pisai flotta 1135-ben súlyos támadást mért a városra, amelynek során a belváros házainak nagy része leégett. Ez jelentette az Amalfi Köztársaság végét.

### A köztársaság bukása után

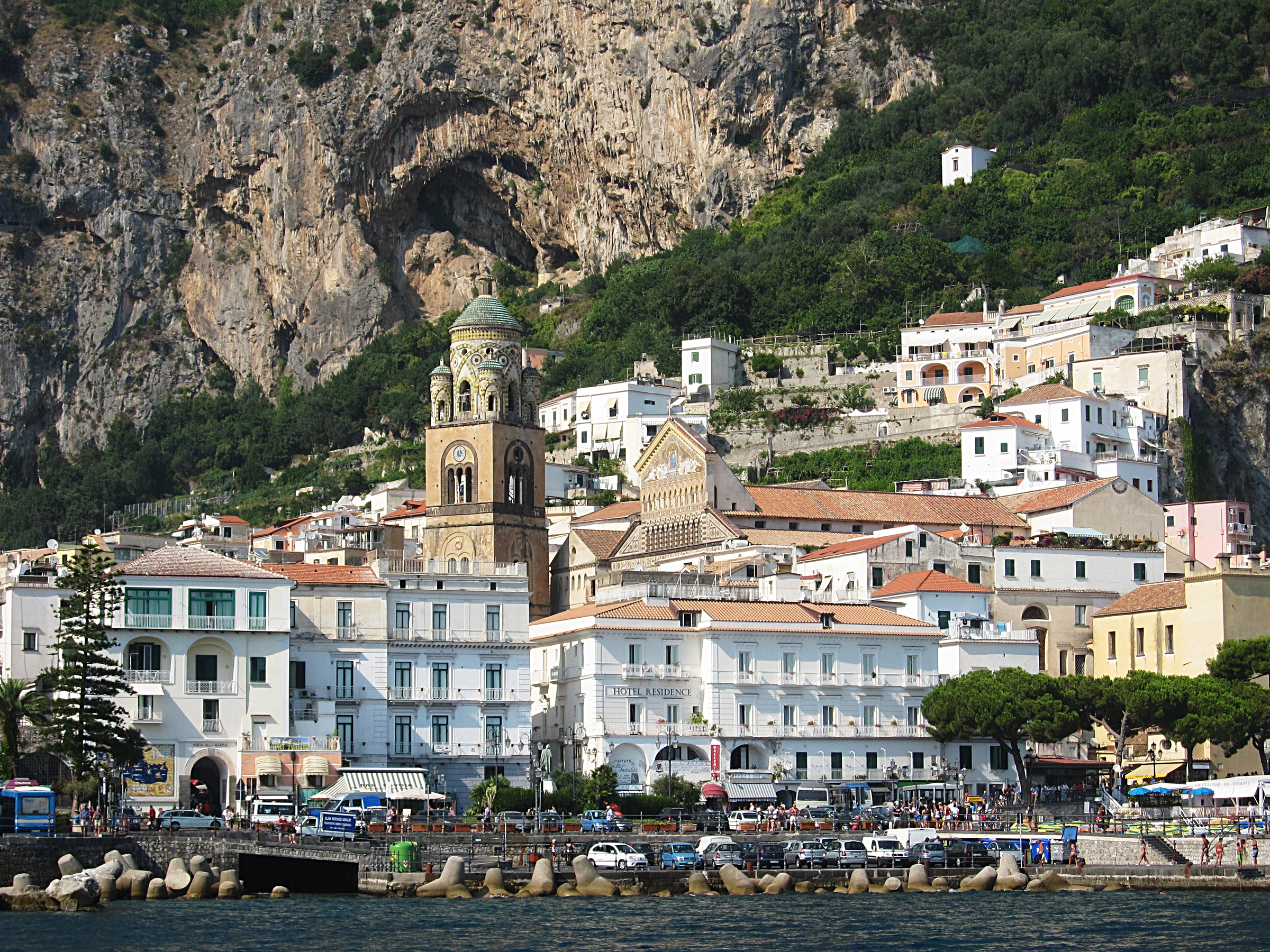
Amalfi látképe a tengerről

A normannok a köztársaságot beolvasztották a II. Roger által alapított Szicíliai Királyságba. Kereskedelmi jelentősége erősen meggyengült a normannok Bizánc-ellenes politikája következtében: a város így nem kereskedhetett bizánci városokkal, csak Dél-Itália más kikötőivel. 1398-ban Amalfi a Sanseverino család birtoka lett. Őket a Colonnák, Orsinik, majd a Piccolominik követték. A 15. században a Nápolyi Királysággal együtt az aragóniai királyok fennhatósága alá került. Ekkor újabb hanyatlás vette kezdetét, hiszen a helyi kereskedőket egyre inkább kiszorították a katalánok.
1634–1656 között Ottavio Piccolomini császári tábornok, a harmincéves háború hadvezére volt Amalfi hercege. 1643-ban egy pestisjárvány során a lakosság több mint egyharmada elpusztult. A 18. századra Amalfi és környéke szinte teljesen elnéptelenedett, a nemesi családok Nápolyba költöztek. A helyben maradt lakosok elsősorban kézművességgel foglalkoztak (aranyművesek, kovácsok, korallhalászok voltak). Közéjük tartoztak a centrellarók (szegecselők) és a calafatók (hajójavító mesterek) is.
1807 júniusában Joseph Bonaparte látogatást tett a vidéken és annyira elvarázsolta annak szépsége, hogy elrendelte egy út megépítését Nápolyból idáig. Az utat 1854-ben fejezték be, II. Ferdinánd király uralkodása alatt. A város 1861-ben a Nápolyi Királysággal együtt az egyesült Olasz Királyság része lett.
A 20. században neves turistacélponttá nőtte ki magát. 1997 óta a környező településekkel együtt része az UNESCO Világörökségének.

## Népessége és gazdasága

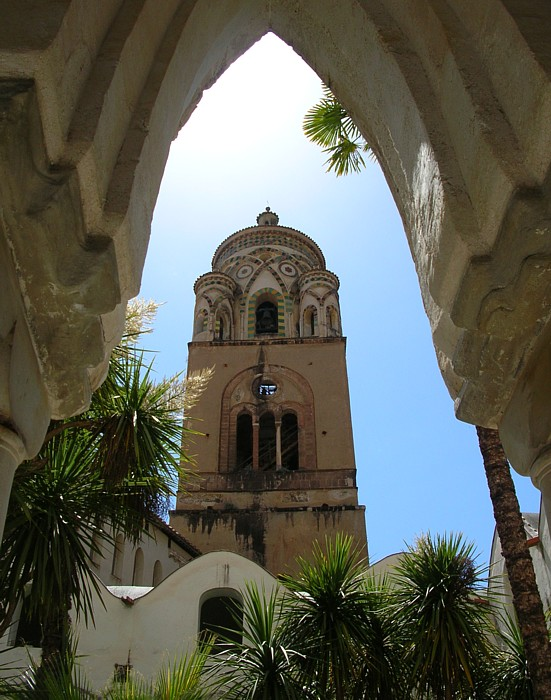
Amalfi katedrálisának harangtornya

Amalfi folyamatosan csökkenő lakosságának nagy része a közigazgatásban és a turizmusban dolgozik. A város jövedelmének döntő hányada a turisztikai szolgáltatásokból, kisebb mértékben a halászatból származik. Ipari üzemek nincsenek a városban, csak kis műhelyek, amelyekben a helyi különlegességeket (merített papír, limoncello) állítják elő az idelátogató turisták számára.
A népesség számának alakulása:

## Fő látnivalók

### A Piazza del Duomo és környéke

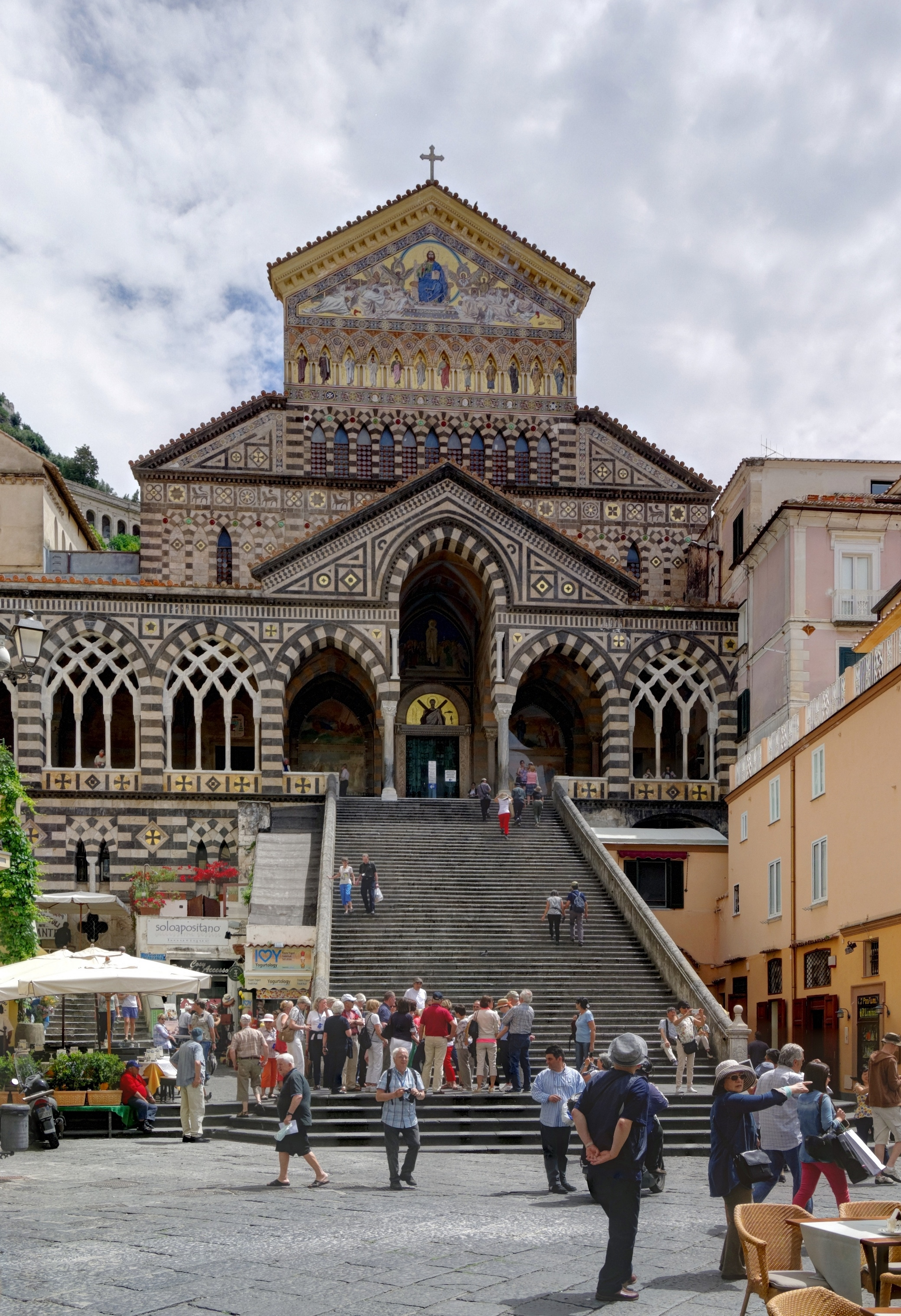
A Szent András-katedrális

A Cattedrale Sant’Andrea (Szent András-katedrális) a város legimpozánsabb épülete. Tulajdonképpen egy épületegyüttes részét képezi egy másik templommal, a kriptával, a monumentális lépcsővel, az előcsarnokkal, a harangtoronnyal, valamint a kolostorral együtt.
Az épületegyüttes legrégebbi része az északi templom, amely a 9. században épült. Az egyhajós templomot egy keskeny folyosó köti össze az újjal. Valószínű, hogy már építése előtt is létezett egy őskeresztény bazilika ezen a helyen, hiszen Amalfi már a 6. századtól kezdve Civitas episcoporum, azaz püspöki székhely volt.
987-ben, I. Mansone, Amalfi hercege közbenjárásának köszönhetően XV. János pápa érseki rangra emelte a püspökséget. Ennek alkalmával a herceg új, háromhajós templomot építtetett a városnak, amelyet az akkor már védőszentként tisztelt Szent András apostolnak ajánlottak. A régi templom elveszítette jelentőségét, ma Feszület-kápolnaként ismert. A katedrális történetének fontos állomása volt 1208, amikor itt helyezték el Szent András földi maradványait.
A 13. században felépült a katedrális előcsarnoka és az erősen arab és normann építészeti jegyeket magán viselő harangtorony is. A legnagyobb átváltozáson a 18. században ment keresztül, amikor összes oszlopa márványborítást kapott. Ugyanekkor készült el a központi főhajót díszítő, Szent András passióját ábrázoló hatalmas, aranyozott freskó is. 1728-ban épült fel az a ma is látható monumentális lépcsősor (62 lépcsőfok), amely a város főterét összeköti a katedrális bejáratával.
A 19. század közepén a katedrális homlokzata megsérült és felszínre kerültek a román stílusú oszlopok, boltívek maradványai, valamint bizánci mozaikok. A helyreállítást ezek figyelembevételével végezték el.

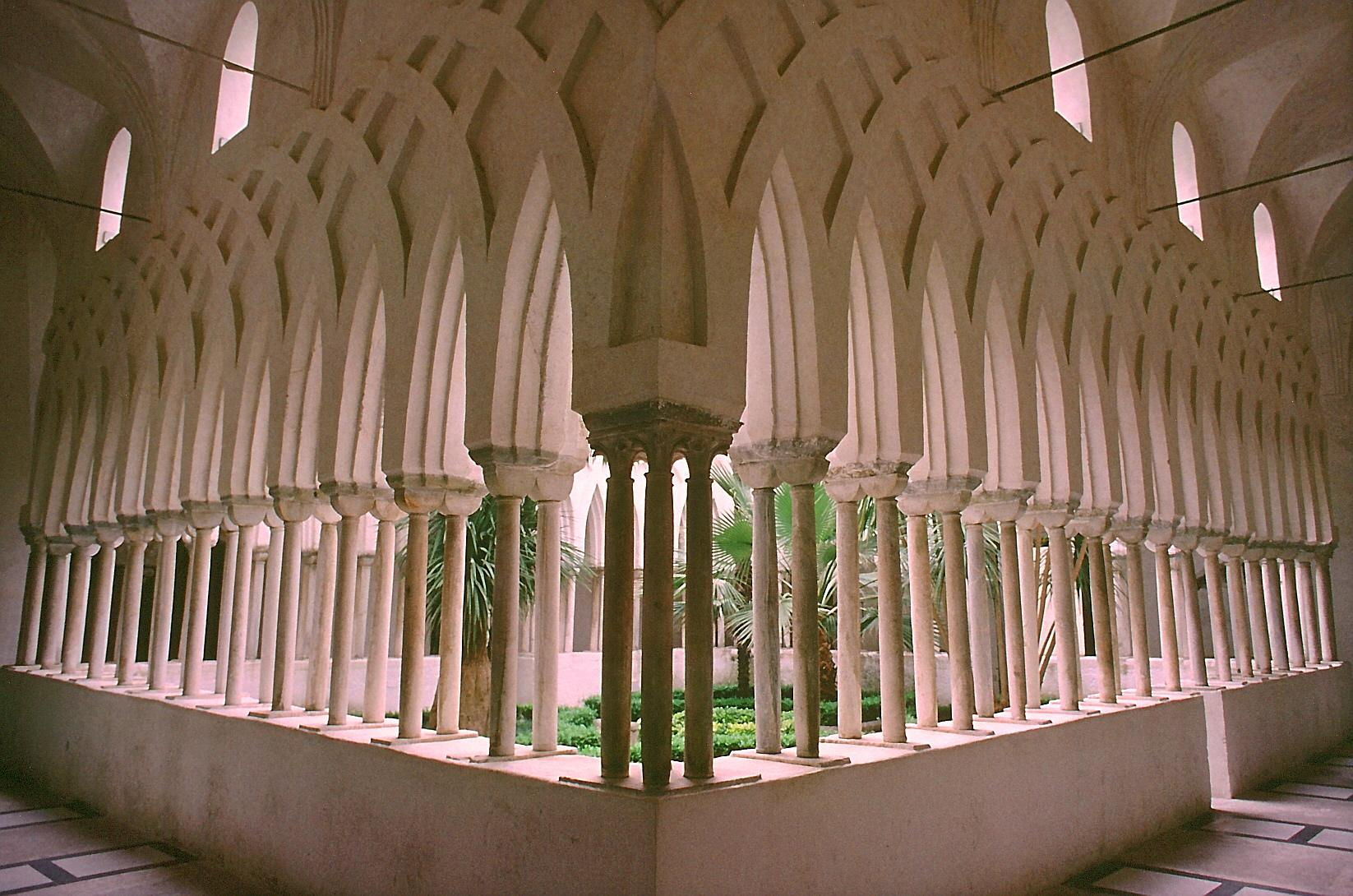
A Paradicsom-kolostor kerengője

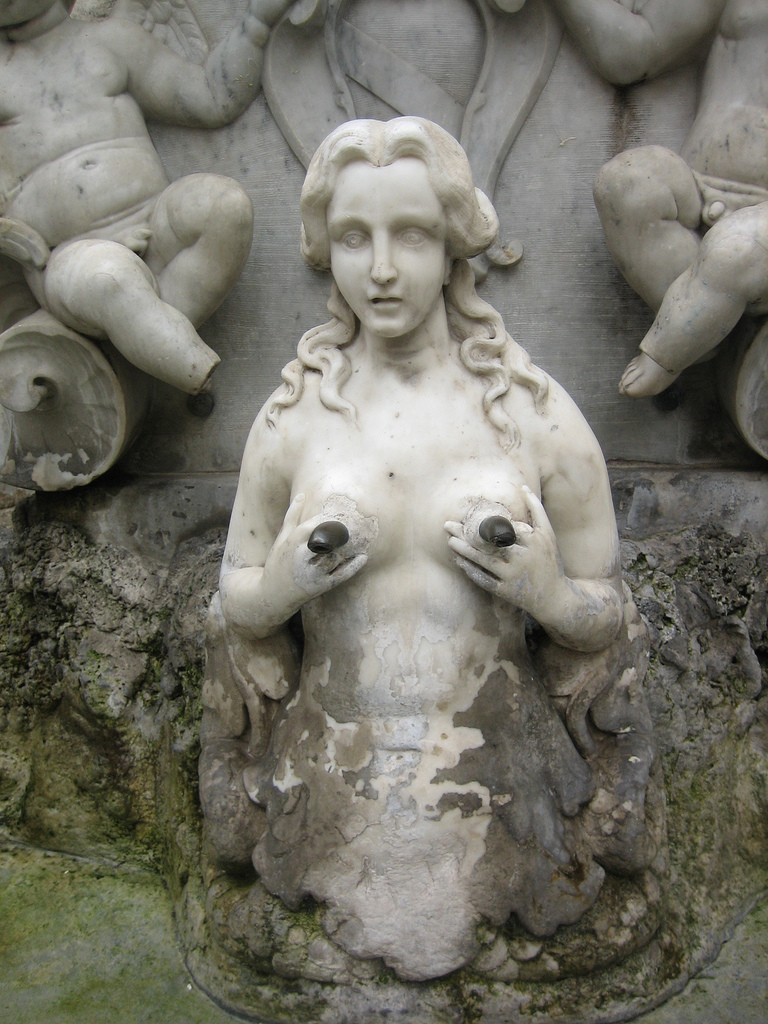
A Sant'Andrea-kutat díszítő szobrok egyike

A belső rendkívül gazdagon díszített: festmények, faliszőnyegek, freskók, amelyek mind a város egykori gazdagságáról tanúskodnak. Egyik figyelemreméltó falképe a 14. századból származó Madonna a gyermek Jézussal, amelyet egy ismeretlen, a sienai iskolához tartozó festő festett. A 14. századból származó márvány domborművet (Madonna della Neve) Francesco Laurana, dalmáciai származású mester munkájának tartják.
A katedrális épületegyüttesének további részei a kripta, amely a kolostoron keresztül érhető el, a 13. században épült Szent András földi maradványainak elhelyezésére; a Basilica del Crocifisso (Keresztrefeszítés-bazilika), amit a 9. században építettek egy 6. századi őskeresztény templom helyén és napjainkban a Museo del Duomónak ad otthont, valamint a Paradicsom-kolostor (Chiostro del Paradiso), amelyet 1266–1268 között építettek fel az Amalfi polgárainak temetőjeként szolgáló területen.
A város főterének (Piazza del Duomo) oldalán található a Sant’Andrea-díszkút, amely 1760-ban épült barokk stílusban. Kezdetben a katedrálissal szemben állt, később azonban áthelyezték ide. A kút talapzatát a helyiek mindig friss virággal díszítik, így köszönve meg védőszentjüknek, hogy 1544-ben megmentette a várost a szaracén kalózok fosztogatásától. A legendák szerint, amikor a lakosok meglátták a közeledő szaracén hajókat, imádkozni kezdtek Szent Andráshoz, aki megkönyörült rajtuk és hatalmas vihart kavart a tengeren, visszavonulásra kényszerítve a kalózokat, akiket a hírhedt Hayreddin (ismertebb nevén Barbarossa, azaz Rőtszakállú) vezetett.

### A tengerpart és a Piazza Flavio Gioia környéke

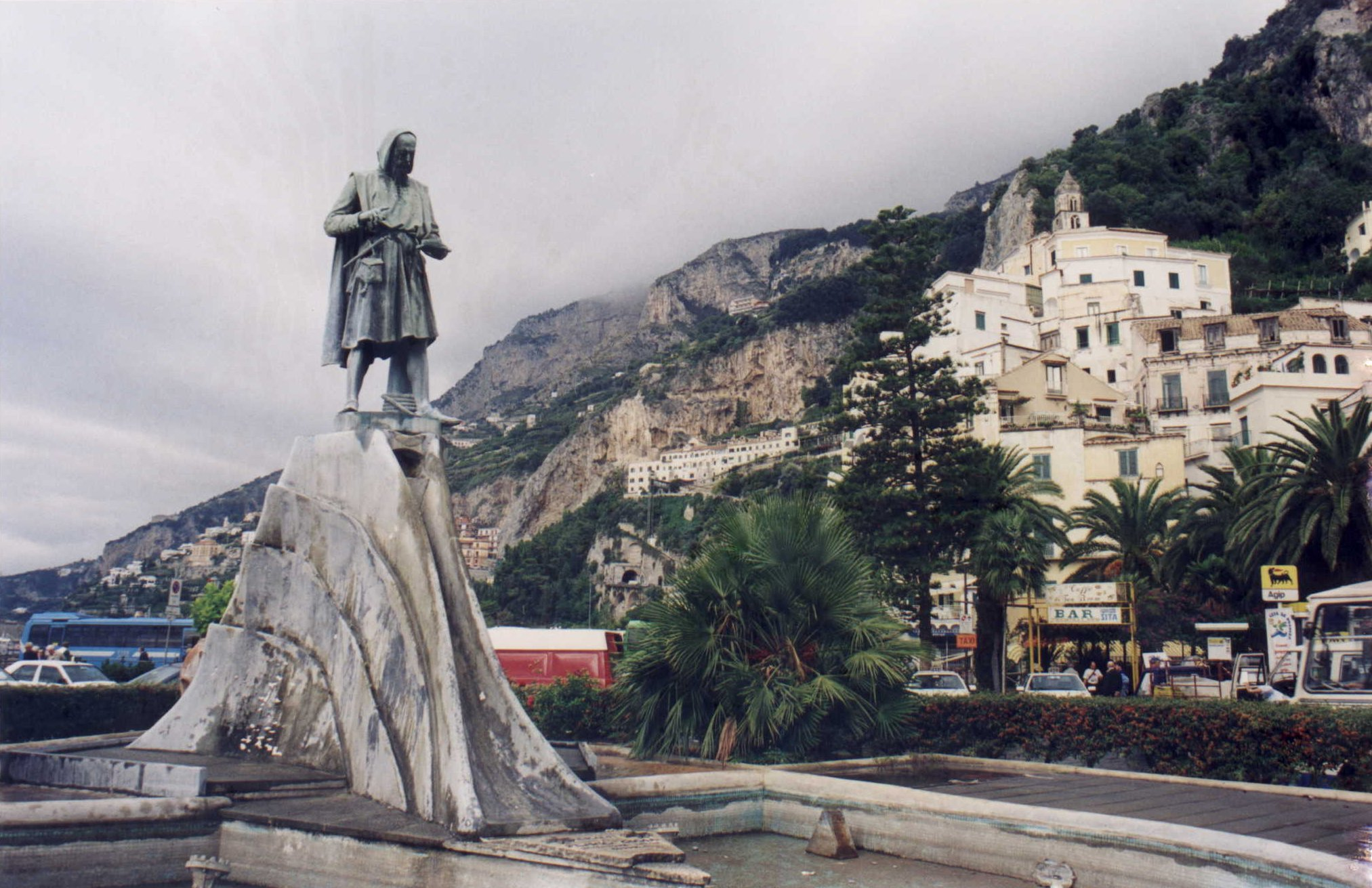
Flavio Gioia szobra a tengerparton

Amalfi tengerparti sétányának a neve Corso Repubblica Marina, amely mentén található a Palazzo del Municipio, a városháza is, ahol a híres Tavole Amalfitanét (amalfi táblák, latinosan Tabula Amalphitana) őrzik. A 66 fejezetből álló táblák latin nyelven íródtak. Valószínűleg nem az eredeti szöveget tartalmazzák, hanem egy 15-16. századi átdolgozást. A kódex a 15. század végén eltűnt, majd később Velencében bukkant fel, ahonnan a Habsburg uralkodók a bécsi Császári Könyvtárba szállíttatták. Csak 1930-ban került vissza ismét Amalfiba. A kódex tartalmazza az első olyan törvénygyűjteményt, amely a tengerre szálló hajósok jogait és kötelességeit szabályozza, többek között a hajók bérlési költségeit, a hajósok bérezését, a kapitányok felelősségeit, a profit megoszlását, valamint hajótörés esetén a biztosítást.
A korzó nyugati végében található a Piazza Flavio Gioia, amely közvetlen összeköttetésben áll a Piazza del Duomóval. A téren áll a névadó, Flavio Gioia bronzszobra, aki 1302-ben született a városban és akinek nevéhez kötődik az iránytű második felfedezése. Az iránytűt tulajdonképpen a 7. században fedezték fel kínai utazók, akik aztán továbbadták tudásukat az araboknak. Mivel Amalfi kereskedői szoros kapcsolatban álltak az arab világgal, így ők voltak az elsők a nyugati világban, akik az eszközt használhatták utazásaik során.
A tengerparton, a Piazza Flavio Gioiától nyugatra állnak az egykori hajógyár, avagy arzenál épületegyüttesének maradványai: két boltíves építmény. Ezek Európa legrégebbi hajógyárai közé tartoznak.

### A városon kívül

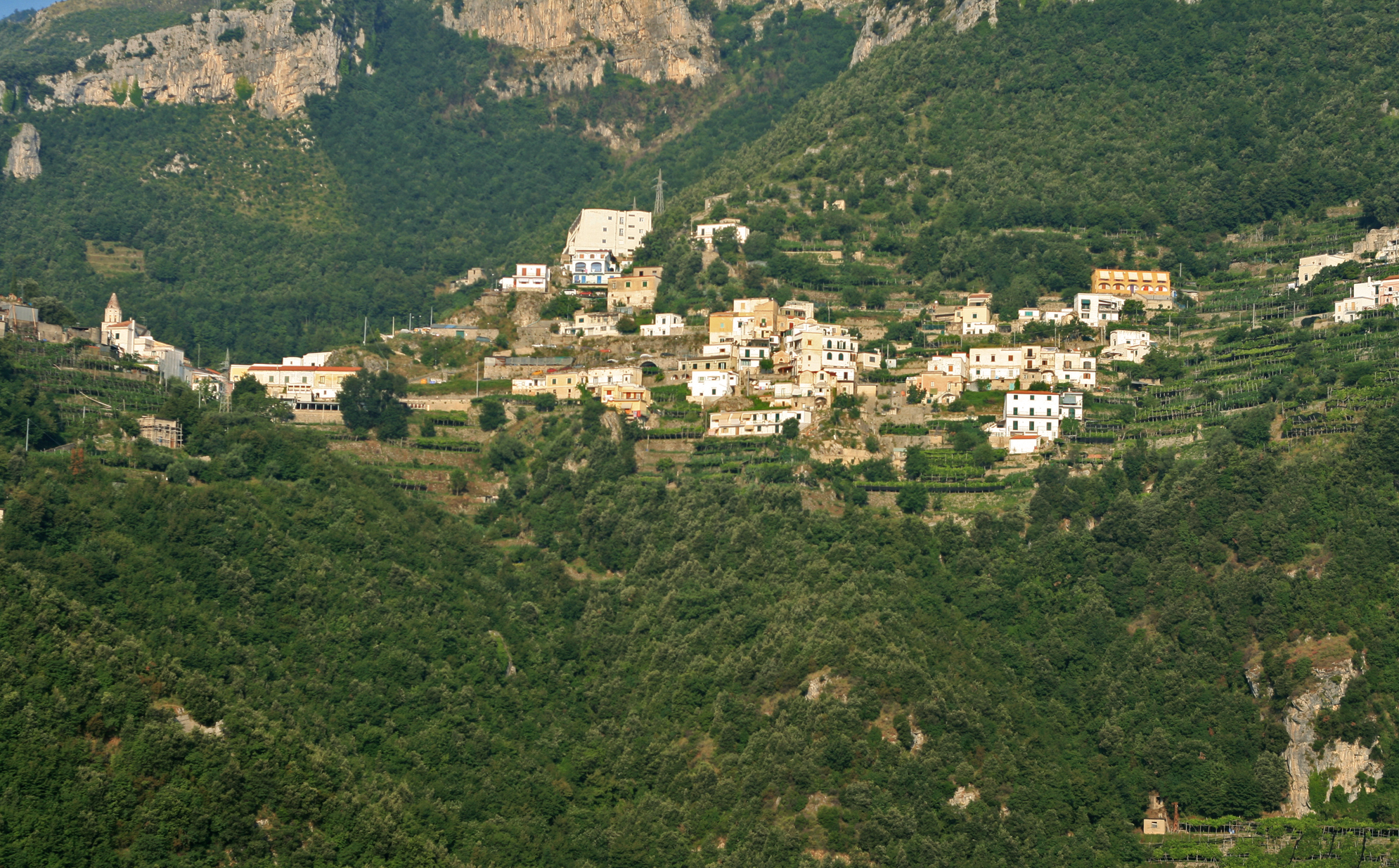
Pogerola látképe

A város nyugati végében áll a kapucinusok kolostora (Convento dei Capuccini), amelyet 1212-ben alapítottak a ciszterciek, és csak később került a kapucinusok birtokába. Ma a város nagyhírű szállodája működik benne, amely a 19. század végén és a 20. század elején az európai művészek és nemesség egyik kedvenc találkozóhelye volt.
A város északi végében, a Chiarito által kialakított szurdokvölgyben található a Valle dei Mulini (Malmok völgye), amelynek érdekessége két, napjainkban is működő papírmalom: a Cavaliere és az Amatruda. Amalfi virágkorában tizenhat papírmalom működött itt, és a 19. századig ezek látták el a Nápolyi Királyságot papírral. A völgy végében egy régi vasöntöde maradványai is láthatók.
Az Amalfi felé emelkedő hegy tetején fekszik Pogerola, egy kis falu, amely napjainkban csendes üdülőközpont. A helyén egykoron vár állt, amelyet 1201-ben alapítottak Castrum Pigellule néven az arab támadások elleni védelem céljából. A kis településen három templom található, amelyek közül a legjelentősebb a 13. században épült San Michele, értékes bizánci stílusú freskóival. Az egykori várból egyetlen torony maradt fenn, a Torre Pogerola. Lakosai szegkészítéssel foglalkoztak (centrelle), amíg a Valle dei Muliniben található vasöntödét be nem zárták.

## Múzeumok
A városban három múzeum működik:
Museo civico – Amalfi történetét mutatja be. Legértékesebb kincsei a Tabula Amalphitana eredeti példánya és Domenico Morelli néhány festménye.
Museo della carta – a papírkészítés történetét és módszereit mutatja be.
Museo Flavio Gioia – az iránytű második feltalálójának egykori házában rendezték be a tudós életét bemutató kiállítást.

## Hagyományok

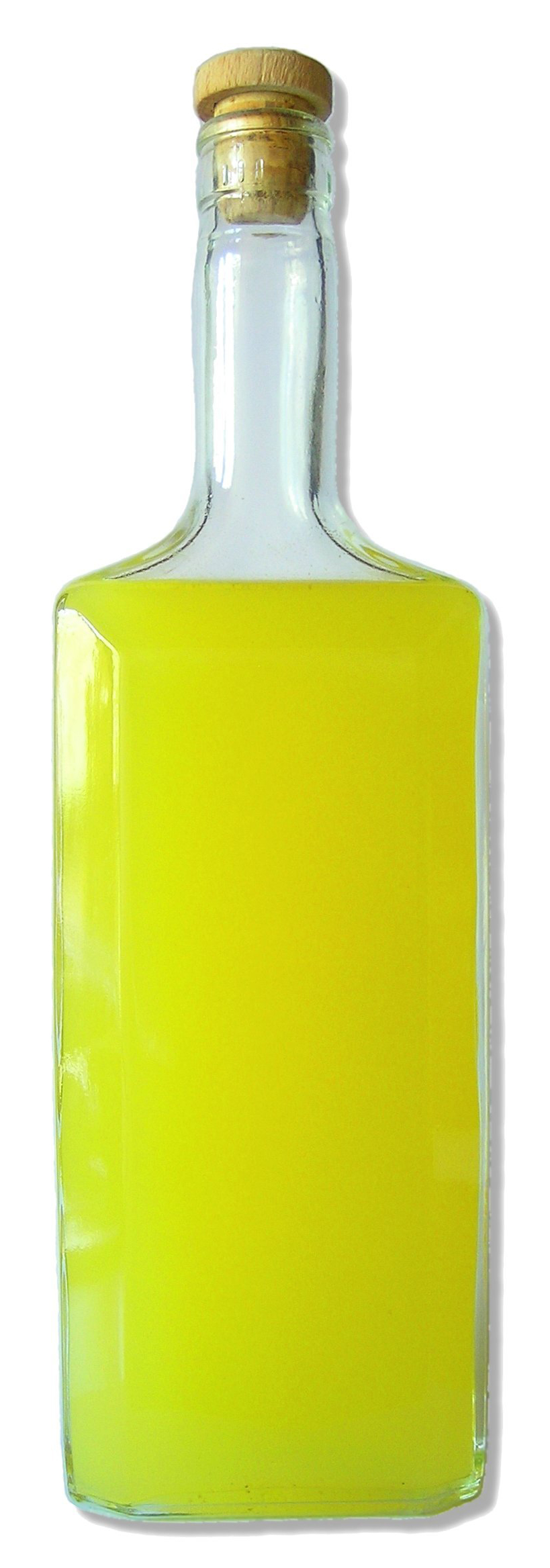
Házi készítésű limoncello

### Limoncello
Sorrento mellett Amalfi a limoncello, a citromlikőrgyártás másik nagy központja, ugyanis a legjobb citromfajták az Amalfi-parton teremnek. A legízesebb citromfajta a sfusato amalfitano, amelyet nemesítéssel állítottak elő.

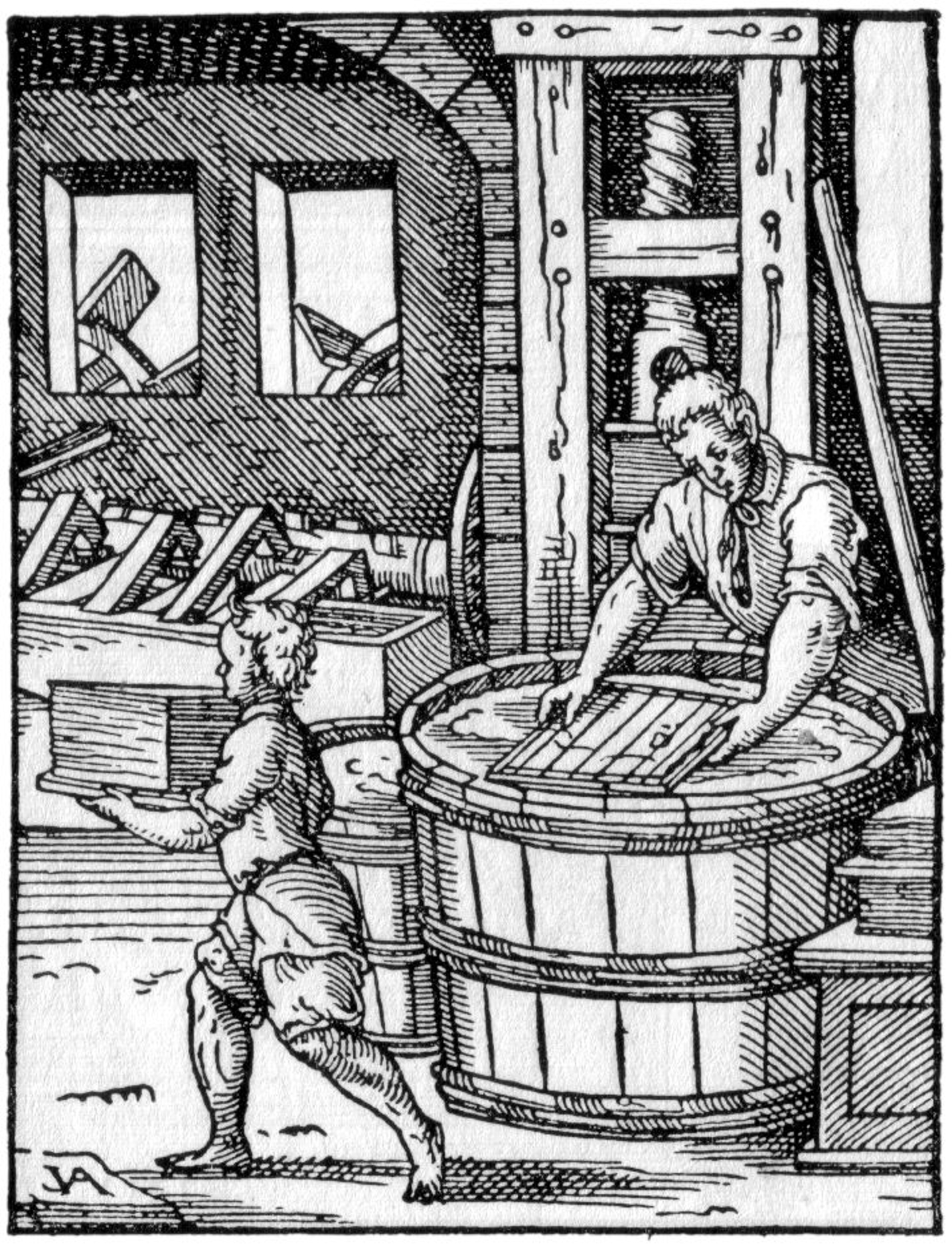
Papírmerítő műhely, Jost Amman (1539-1591) fametszete

### Papírkészítés
Amalfi fontos szerepet játszott a merített papír elterjedésében, illetve a papírkészítés iparának fenntartásában és továbbfejlesztésében. Technikája Kínából származik és India illetve az arabok közvetítésével a 10. században jutott el Amalfiba; azóta a város egyik hagyományos iparága.
Az ősi technika alapja a rostok vizes oldata volt. Ezt úgy nyerték, hogy növényi anyagokat, selyem- és kötélhulladékot, valamint egyéb textilrostokat összefőztek. Az így készült oldatból merítéssel vagy felöntéssel készítették a papirost. Mindkét esetben szitát használtak, amelyen maga a papírlap kialakult: az első eljárásnál a szitát merítették a rostoldatba, míg az utóbbinál az anyagot öntötték a szitára. A legelterjedtebb papír-előállítási módszer a merítés lett. Az araboknál honosodott meg a vízkerék, amellyel a rongyzúzó berendezést hajtották. Feltehetően innen származik a papírmalom elnevezés. Ugyancsak tőlük származik az enyvezés, hogy a tinta ne fusson szét a papíron írás közben. Az itáliai papírkészítés központja a Salerno, Nápoly és Amalfi által határolt területen volt. 1811-ben Amalfiban 14, Maioriban 15, Minoriban 8, Ravellóban pedig 3 papírmalom üzemelt. A papír ipari előállítása miatt az amalfi műhelyek sorra bezártak, csak néhány maradt fenn, ezek is elsősorban az idelátogató turisták számára gyártanak. A papírkészítés művészetét és történetét a helyi Papírmúzeum mutatja be.

### Regat(t)a
A regata, avagy a tengeri hajók felvonulása az olaszországi egykori tengeri köztársaságok nagy ünnepe. Az ötlet a pisai Mirro Chiaverinitől származik, akinek ötletét 1949-ben a pisai turisztikai hivatal vezetője, Carlo Vallini a többi, egykori tengeri köztársaság polgármesterének is előterjesztette. Az ötletet nagy lelkesedéssel fogadta Amalfi akkori polgármestere, Francesco Amodio is. Az alakuló gyűlésre 1949. április 9-én került sor Pisában, ekkor fogadták el a verseny szabályzatát. Az első próbaregattára 1955-ben került sor Genovában. A sikereken felbuzdulva még azon év decemberében aláírták a regattát alapító hivatalos okiratot az amalfi Történeti Múzeumban. Az első amalfi regattára 1956. július 1-jén került sor Giovanni Gronchi olasz államfő jelenlétében.
A versenyben részt vevő hajóknak nyolc evezőse és egy irányítója lehet. 2004-ig az evezősök kizárólag a négy város sportolói lehettek, de ezt a szabályt megváltoztatták, és eszerint négyen kötelezően az adott városból, míg négyen a környező régióból kell hogy származzanak. A szabályok szerint a hajóknak azonos szerkezetük és paramétereik kell hogy legyenek és nem szabad 760 kg-nál súlyosabbnak lenniük. A különböző köztársaságokhoz tartozó hajókat a hajóorron levő szobrok és a színek jelölik: Amalfit a pegazus és kék szín, Genovát a sárkány és fehér szín, Pisát a sas és vörös szín, míg Velencét a szárnyas oroszlán és zöld szín jelöli.
Az evezős regatta előtt a hagyományokhoz híven korhű ruhákba öltözött polgárok vonulnak fel, élükön a köztársaságok vezetőivel. Mind a négy köztársaság a saját zászlaja alatt, trombitások és dobosok kíséretében vonul végig a városon. A vezetőket általában egy nyolcvantagú, látványos, korhű öltözékbe bújtatott csapat kíséri. Minden csoport rövid színpadi előadással mutatja be saját köztársasága történelmének sarkalatos eseményeit. A felvonulást rendszerint a velenceiek indítják, őket a genovaiak, majd a pisaiak követik, a sort pedig az amalfiak zárják.

### Szent András ünnepei
Szent András apostol földi maradványait 1208-ban helyezték el a dóm alatti kriptában. A város védőszentje és egyben a halászok és hajósok védelmezőjéről minden évben kétszer emlékeznek meg: június 27-én és november 30-án. Június 27-én megemlékeznek az 1544-es véres esztendőről, amikor sikerült végleg legyőzni a partot évekig rettegésben tartó, legenda szerint szaracén kalózt, valójában az Oszmán Birodalom agg tengeri parancsnokát, Hayreddint (ismertebb nevén Barbarossa, azaz Rőtszakállú). Egy amalfi család ereklyeként őriz egy darabot a kalóz hajójából. A győzelmet Szent András segítségeként könyvelték el, ezért évente nagy fesztivált rendeznek tiszteletére. Ilyenkor a szent két és fél méter magas, ezüstből és aranyból készült, ereklyéit tartalmazó, tonnányi tömegű szobrát kihozzák a katedrálisból, és a tengerpartra viszik, ahol ünnepi misével tisztelegnek előtte. A szertartás végén futva viszik fel a 62 lépcsőfokon a bazilikába. A másik nagy ünnepe,  vértanúsága búcsúja,  november 30.

## Amalfi a művészetekben

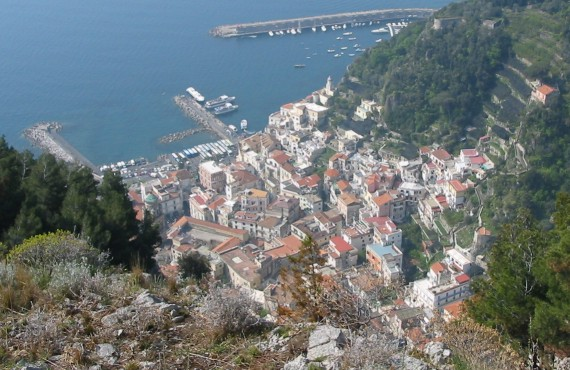
Amalfi látképe

Amalfi már a középkor óta a művészetek fókuszában áll, számos írót, költőt, festőt ihletett meg a vidék szépsége és gazdag hagyományai. Már Boccaccio Dekameronjában is találunk utalást a városra. Egy másik reneszánsz író, Matteo Bandello (1485–1561) Duchessa di Amalfi című regénye egy korán megözvegyült amalfi asszony titkos házasságáról szól, amelyet The Dutchess of Malfi címen angol nyelvre is lefordítottak, és a híres londoni Globe színházban is bemutatták.
A tudományos művek tekintetében megemlítendő Eduard Gauttier d'Arc monográfiája, amelyben a város földrajzát és történelmét tárgyalja (nagy részletességgel a tengeri hajózási törvényeket). Augustus von Platten bajor költő leírása az utazó szemszögéből mutatja be a várost és környékét. Utazóként Ferdinand Gregorovius, Laurence Sterne, Shelley és Keats is megfordultak Amalfiban, mindannyian feledhetetlen élményként írtak róla.
A festészetben a legértékesebb ábrázolások William Turnertől (1775–1851) származnak. Őt ugyan a Vezúv vonzotta Olaszország e részébe, de művei közül sok az Amalfi-part szépségeit mutatja be. Rajta kívül Samuel Rogers, Karl Blechen, Ludwig Richter, John Ruskin, Karl Wagner (és mások) műveiben is megtalálhatók Amalfi motívumai.
A városban Hans Christian Andersen is megfordult, aki művésztársaihoz hasonlóan az előkelő Kapucinusok Szállodájában lakott. A szálloda lakói voltak még többek közt Henrik Ibsen, valamint Richard Wagner és felesége, Cosima, akik ide jöttek ihletet találni.

## Megközelítése
Amalfit menetrendszerű hajójárat köti össze Caprival. Autóval az S163-as jelzésű úton közelíthető meg, amely Salernónál ágazik le az A3-as autópályából és végighalad az Amalfi-part mentén.